# Maladera hauseri
Maladera hauseri är en skalbaggsart som beskrevs av Brenske 1898. Maladera hauseri ingår i släktet Maladera och familjen Melolonthidae. Inga underarter finns listade i Catalogue of Life.